# Antropologia delle tecniche
L'antropologia delle tecniche è un campo dell'antropologia che si occupa di evoluzione, storia, usi e funzioni degli oggetti tecnici e delle operazioni e abilità tecniche umane. Termini analoghi sono quelli di cultura materiale e di tecnologia culturale.

## Saper fare
In antropologia culturale le tecniche non sono solo gli oggetti prodotti e gli utensili per produrre. La tecnica è soprattutto un saper fare fornito di aspetti cognitivi di previsione e controllo dei processi e dei gesti tecnici. L'antropologia delle tecniche non si limita dunque a una descrizione delle tecniche, ma s'interessa anche degli aspetti cognitivi, a ciò che l'homo faber pensa e sente quando agisce tecnicamente nell'ambito di un particolare modo di vivere (cultura) e secondo diversi modi di appartenenza a una società.
Tra il fare e altre dimensioni della vita umana, come i generici pensare, dire e sentire estetico, non è possibile una distinzione o separazione netta e protratta oltre gli scopi di una osservazione approssimata, come rilevato anche dalla semiotica, per esempio in Charles Sanders Peirce che evidenzia l'importanza della coerenza, nell'uomo, fra ciò che fa e ciò che pensa per esprimere qualcosa che sia intelligibile. Il fare e il dire, l'esperire facendo e dicendo, è caratteristica umana importante perché è in questa interazione continua del dire nel fare e del fare nel dire che si costituiscono, si sviluppano e si modificano le pratiche così come i linguaggi gestuali e verbali, i comportamenti e le comunicazioni verbali, coagendo anche a livello cognitivo. Sebbene fra il dire e il fare non si possano tracciare confini, i saperi esplicitabili attraverso la dimensione linguistica e i saperi impliciti connessi alla percezione umana, alle abilità apprese e incorporate, alla pratica, all'osservazione ravvicinata non sono privi di distinzioni e peculiarità.
L'epistemologo Michael Polanyi, nei due saggi Personal Knowledge. Towards a Post Critical Philosophy del 1958 e in The Tacit Dimension del 1966, individua nella conoscenza, insieme a una dimensione esplicita, anche una dimensione implicita, tacita, che ci consente di conoscere più di quello che si può esplicitare (“we can know more than we can tell”), una conoscenza tacita che ha il suo fondamento nella esperienza vissuta e nella dimensione corporea, ineliminabile mezzo di relazione dell'uomo con la realtà in cui vive. I processi comunicativi codificati e strutturati si poggiano su forme di conoscenza inespresse, pre-linguistiche e, aspetto rilevante, mai del tutto esprimibili, per cui si può affermare che la conoscenza esplicita comprende sempre anche una conoscenza che rimane implicita, precedentemente interiorizzata. Oggetto di conoscenza tacita sono per Michael Polányi le abilità che acquisiamo nella nostra esperienza. Un esempio, diventato classico, è l'acquisizione da parte di un soggetto della capacità di andare in bicicletta o di nuotare. Sostiene Polányi che, pur potendo ognuno di noi dire che sa andare sulla bicicletta o che sa nuotare, non potrebbe dire come riesca a mantenersi in equilibrio sulla bicicletta o a galleggiare quando nuota. L'abilità acquisita non è in relazione alla capacità di ognuno di noi di dire in che cosa consista e come sia riuscito ad acquisirla. Anche senza conoscere le leggi scientifiche sul moto, noi siamo in grado di diventare degli abili ciclisti e nuotatori, anzi la conoscenza delle leggi sul moto non consente affatto di imparare a nuotare o di andare in bicicletta, perché è l'esperienza diretta, la pratica, che ci consente di apprendere la tecnica e di diventare abili. Polányi trasferisce nell'ambito delle teorie della conoscenza alcune riflessioni della psicologia della Gestalt, che si basavano sull'idea che il tutto non fosse formato dalla semplice somma delle singole parti. Polányi sostiene che esiste una dimensione tacita nelle abilità percettive dell'uomo, che consente di ottenere la comprensione di una fisionomia, una dimensione tacita che funziona come una sorta di “controparte intellettuale della performance di una abilità” (Polányi 1962, 603). In sintesi, nella dimensione tacita della conoscenza Polányi inserisce le abilità e le competenze che si acquisiscono con l'esperienza e che rimangono in buona parte indicibili anche in ambito scientifico; ampia è infatti l'arte del conoscere che rimane non specificabile. Ciò è connesso alle nostre modalità conoscitive dato che la nostra attenzione può reggere solo un fuoco per volta. La consapevolezza sussidiaria comporta quindi un processo conoscitivo indiretto, che agisce tacitamente, la cui indicibilità però può essere ridotta quando spostiamo l'attenzione focale dall'entità nella sua interezza ai particolari.
L'impianto epistemico di Michael Polányi fa comprendere quanto il sapere esplicito, dicibile e codificato, incorpori un ampio sapere implicito, non proposizionale, tacito, che come in un iceberg costituisce la parte sommersa che non percepiamo e di cui spesso non abbiamo consapevolezza. L'emergere del sapere esplicito è dovuto alla sommersione di altro sapere che agisce tacitamente: non potrebbe esistere il sapere esplicito se non avessimo incorporato il sapere tacito. La conoscenza di una entità nella sua interezza non può aversi senza lo spostamento della nostra attenzione dai particolari al tutto e senza la sommersione dei dettagli, i quali non vengono dimenticati ma incorporati: “La nostra consapevolezza sussidiaria degli strumenti e delle sonde può essere adesso considerata come l'atto con cui li rendiamo parti del nostro corpo. Il modo con cui usiamo un martello o un cieco usa il bastone mostra il fatto che in ambedue i casi spostiamo fuori di noi i punti in cui prendiamo contatto con le cose che osserviamo come oggetti al di fuori di noi stessi. Mentre facciamo affidamento su di un arnese o su di una sonda, questi non vengono impiegati come oggetti esterni. Possiamo controllare l'arnese secondo la sua efficienza o la sonda secondo la sua convenienza, per esempio per scoprire dettagli nascosti di una cavità, ma lo strumento e la sonda non possono mai appartenere al campo di queste operazioni; essi restano necessariamente dalla nostra parte, sono parti di noi stessi in quanto persone operanti. Noi ci trasferiamo in essi e li assimiliamo come parti della nostra esistenza. Noi li accettiamo esistenzialmente collocandoci in esse'’.

## L'incorporazione
Il processo di incorporazione è un aspetto fondamentale del sapere e del saper fare, o della conoscenza in generale. Quanto il saper fare implicito sia incorporato nei nostri gesti quotidiani e nelle nostre abilità tecniche è stato già oggetto di riflessione da parte di Marcel Mauss, uno dei padri fondatori dell'etnologia francese, nel saggio su Le tecniche del corpo, e poi soprattutto da parte del suo allievo André Leroi-Gourhan, che sull'articolazione del gesto tecnico e sui processi di acquisizione delle concatenazioni operazionali elementari, per imitazione, per esperienza e tentativi e attraverso la comunicazione verbale, ha costruito la parte più significativa della sua ricerca sull'uomo, la memoria e la tecnica.
A questa tradizione scientifica della tecnologia culturale è collegabile anche la tematizzazione sull'incorporazione della cultura materiale elaborata da ultimo, tra gli altri, da Giulio Angioni e da Jean-Pierre Warnier, secondo i quali il soggetto umano è tutt'uno con i suoi oggetti incorporati, per cui il soggetto è tale perché, grazie alle sue condotte sensorio-motrici, forma una sintesi con i suoi oggetti, la cui materialità, spesso trascurata dalle scienze sociali, è invece, più di qualsiasi altro sistema di segni, protagonista essenziale del processo di soggettivazione, cioè della propria consapevolezza. Warnier spiega come l'auto, per chi non sa guidare, pur essendogli familiare, sia un corpo estraneo, ma che quando avrà imparato egli farà tutt'uno con l'auto e guiderà senza quasi pensare agli automatismi gestuali tanto più quanto avrà imparato bene: avrà cioè realizzato la sua sintesi corporale integrando nel suo corpo una percezione implicita del volume dell'auto, della dinamica accelerazione-frenata, della distanza di sicurezza eccetera. Così i saperi impliciti, incorporati, la memoria corporea sono dimensioni che, diventate concatenazioni meccaniche di ragionamenti e di gesti operativi, diventano seconda natura, quasi parte della zona istintuale, mentre la coscienza vigile riaffiora solo in caso di difficoltà, di qualcosa che turbi la normalità, che invece non richiede un comportamento sempre lucido o un'attenzione molto sveglia. Le tecniche del fare quotidiano, come quelle di mestiere, di solito chiamate povere, si sono sviluppate in modo autonomo dalla conoscenza e dal discorso che diciamo scientifico o tecnologico, senza apprendimento formale ed esplicito, da maestro ad allievo, di padre in figlio, per inferenza implicita, per impregnazione.
Diventa così importante lo studio delle nozioni implicite e delle abilità incorporate, delle nozioni e delle capacità acquisite nel fare, depositate nella memoria corporea, in quella specie di memoria operativa che fa sì che il corpo possa operare nel lavoro senza il controllo teso e continuo della mente e della volontà, con quel tipo di memoria che permette la prontezza dell'animale che agisce per istinto, memoria corporea. L'agire pratico combina cose e idee, fare e saper fare, azione e coscienza, corpo e mente, astratto e concreto, simbolico e pratico, corporeo e incorporeo, segnico e fabrile.

## Saperi della mano
Gli antichi greci individuarono nelle mani, e insieme nella stazione eretta e nell'intelletto, oltre che nelle téchnai, gli elementi distintivi dell'umanità.
Se per Aristotele l'intelligenza e la manualità formavano un sistema già dato nell'uomo, così non era stato per alcuni componenti della Scuola di Mileto del VI secolo a.C., come Anassimandro che formulò una sorta di dottrina evolutiva delle specie animali. Anassagora di Clazomene nel V sec. a.C. sostenne poi che l'uomo è più intelligente degli animali grazie al fatto che ha le mani, dando così il primato alle mani e alle téchnai.
Passeranno millenni prima che la mano, la stazione eretta e l'intelletto siano riconsiderati esiti di processi evolutivi lunghi e complessi. L'importanza data alle mani, alla ragione e alle tecniche intese come abilità, come saper fare, spesso si accompagna alla consapevolezza dell'incompletezza degli uomini rispetto agli altri animali. Già Platone, nel mito del Protagora sulla nascita delle stirpi mortali, narra che per colpa di Epimeteo l'uomo fu l'unica stirpe alla quale non vennero distribuite doti naturali per procurarsi il cibo e per proteggersi dal freddo e dagli altri animali. Vi pose rimedio Prometeo, che, per salvare la stirpe umana, penetrò nella “comune dimora” di Atena ed Efesto, rubando il sapere tecnico (éntechnos sophìa) e il fuoco, per darli all'uomo. Egli così, “usando l'arte, articolò ben presto la voce in parole e inventò case, vesti, calzari, giacigli, e il nutrimento che ci dà la terra”.
L'uomo, non dotato naturalmente di organi specializzati, ha il vantaggio di poter produrre strumenti infiniti destinati a infiniti scopi, come sostenne fra gli altri Tommaso d'Aquino che nella seconda metà del XIII secolo nella Summa Theologiae (I,76,5) indicò la mano insieme alla ragione come “organi degli organi” con i quali l'uomo può preparare “strumenti di fogge infinite e per effetti infiniti”. È questa una lunga tradizione che da Aristotele, che nel De Anima (342a) indicò la mano quale “strumento di strumenti”, ci porta fino a Immanuel Kant e all'antropologia filosofica: “La caratteristica dell'uomo come animale razionale sta già nella forma e nella organizzazione della mano, delle dita e delle estremità delle dita, la cui struttura e il cui senso delicato dimostrano che la natura lo ha creato non per una specie di lavoro manuale, ma per tutti i lavori, e quindi anche per l'uso della ragione, onde l'attitudine tecnica o di abilità della specie è apparsa quella di un animale ragionevole”.
Friedrich Engels attribuisce alla mano un ruolo importante nel processo di ominazione. Nel saggio Parte avuta dal lavoro nel processo di umanizzazione della scimmia, emerge non solo attenzione alle teorie evoluzioniste di metà Ottocento, e in particolare a On the Origin of Species di Charles Darwin di cui Engels fu uno dei primi estimatori, ma si nota anche la capacità di staccarsi dal paradigma cerebralista imperante, secondo il quale la selezione naturale nella filogenesi umana avrebbe premiato i cervelli più competitivi e più sviluppati; paradigma che divenne senso comune fino al Novecento inoltrato, nonostante le scoperte paleontogiche degli anni '20. In Engels si trova traccia della teoria bipedica che si affermerà nell'ultimo dopoguerra in particolare con l'etnologo francese e studioso di preistoria André Leroi-Gourhan. Engels dà importanza alla continua interrelazione fra la mano, il linguaggio e il cervello, grazie innanzitutto a quell'elemento fondamentale che distingue l'uomo dall'animale: il lavoro. La mano per Engels “non è solo l'organo del lavoro: è anche il suo prodotto”. Attraverso il lavoro, a partire dalla produzione dei primi strumenti, la mano consente all'uomo di dominare la natura e di acquisire il linguaggio, e lo sviluppo del cervello e della coscienza che si faceva sempre più chiara “esercitò di rimando la sua influenza sul lavoro e sul linguaggio, dando ad entrambi un nuovo impulso per un ulteriore sviluppo”.
Nel 1943 Henri Focillon, artista e studioso di storia dell'arte del Novecento, nel suo Elogio della mano, postfazione al celebre saggio Vita delle forme, fa alcune considerazioni importanti sull'uomo in generale e non solo sugli artisti o gli artigiani: “La mano è azione: afferra, crea, a volte si direbbe che pensi. In stato di quiete, non è un utensile senz'anima, un attrezzo abbandonato sul tavolo o lasciato ricadere lungo il corpo: in essa permangono, in fase di riflessione, l'istinto e la volontà di azione, e non occorre soffermarsi a lungo per intuire il gesto che si appresta a compiere … Nella loro forma attuale, invece, le mani – intese come coppia – non hanno soltanto assecondato gli intendimenti dell'essere umano, ma hanno contribuito al loro determinarsi, li hanno precisati, hanno dato loro forma e figura. L'uomo ha fatto la mano, nel senso che a poco a poco l'ha emancipata dai vincoli del mondo animale liberandola da un'antica schiavitù imposta dalla natura; ma la mano ha fatto l'uomo. Gli ha permesso certi contatti con l'universo che gli altri organi e le altre parti del suo corpo non gli garantivano… La presa di possesso del mondo esige una sorta di fiuto tattile. La vista scivola sulla superficie dell'universo. La mano sa che l'oggetto implica un peso, che può essere liscio o rugoso, che non è inscindibile dallo sfondo di cielo o di terra con il quale sembra far corpo. L'azione della mano definisce il vuoto dello spazio e il pieno delle cose che lo occupano. Superficie, volume, densità, peso, non sono fenomeni ottici. L'uomo li riconosce innanzitutto tra le dita, sul palmo della mano. Lo spazio non si misura con lo sguardo, ma con la mano e il passo. Il tatto colma la natura di forze misteriose. Se il tatto non esistesse, infatti, la natura apparirebbe simile ai silenziosi paesaggi della camera oscura, lievi, piatti e chimerici".
Focillon sottolinea come la mano e la voce, il gesto e la parola, siano strettamente connessi nella nostra specie in quanto risultato della vicenda preumana e umana nei milioni di anni del processo di ominazione, di cui poco si intende se si parte da primati o del dire o del fare o del sentire. A ridimensionare l'antica convinzione dell'Occidente sul primato della parola su ogni altro agire, a correggere l'idea della necessità della parola per ogni possibilità di pensiero, e più ancora a correzione dell'idea stessa di primato e di gerarchia di queste connesse manifestazioni della prassi umana: “Io non separo la mano né dal corpo né dalla mente. Tra la mente e la mano, però, le relazioni non sono quelle, semplici, che intercorrono tra un padrone ubbidito e un docile servitore. La mente fa la mano, la mano fa la mente. Il gesto che non crea, il gesto senza domani provoca e definisce lo stato di coscienza. Il gesto che crea esercita un'azione continua sulla vita interiore. La mano sottrae l'atto del toccare alla sua passività ricettiva, lo organizza per l'esperienza e per l'azione. Insegna all'uomo a dominare l'estensione, il peso, la densità, il numero. Nel creare un universo inedito, lascia ovunque la propria impronta. Si misura con la materia che sottopone a metamorfosi, con la forma che trasfigura. Educatrice dell'uomo, lo moltiplica nello spazio e nel tempo”.
Per Focillon l'utensile, come il coltello di selce dell'uomo preistorico, è “il prolungamento e il prodotto” delle mani dell'uomo che è diventato uomo nel prolungarsi nell'utensile e nell'esprimersi nel linguaggio, ambedue presumibilmente sempre più complessi in reciproca sinergia. Prima di tutto: “Tra la mano e l'utensile ha inizio un'amicizia che non avrà fine. L'uno comunica all'altro il suo calore vivo e continuamente lo plasma. Quando è nuovo, l'utensile non è ‘fatto’; bisogna che tra esso e le dita che lo impugnano si stabilisca un accordo formato di appropriazione progressiva, di gesti lievi e coordinati, di abitudini reciproche e anche di una certa usura. Allora lo strumento inerte diventa una cosa viva”.
Non a caso l'attenzione rivolta da Focillon alle mani è legata alla sua prima esperienza di figlio di un incisore che impara ad apprezzare il sapere delle mani e coloro che le sanno usare nel lavoro in forme di attività dove a nessuno verrebbe di separare il mentale dal manuale o altre simili separazioni, compresa quella tra chi pensa e decide e parla e chi assente ed esegue: “Chi non abbia mai vissuto tra quanti ‘lavorano con le mani’ ignora la forza di tali rapporti segreti, i risultati positivi di un cameratismo nel quale hanno un ruolo l'amicizia, la stima, la quotidiana comunanza del lavoro, l'istinto e la fierezza di padroneggiarlo e, ai livelli più alti, la volontà di sperimentazione. Non so se vi sia una cesura tra l'ordine manuale e quello meccanico, non mi sento di affermarlo con certezza; ma l'utensile, all'estremità del braccio, non contraddice l'uomo, non è un uncino di ferro avvitato a un moncone; tra di essi si interpone il dio in cinque persone che percorre per intero la scala delle grandezze, la mano del muratore delle cattedrali e la mano del miniatore dei manoscritti”.

## Gesto tecnico e ominazione
Nel processo di ominazione, cioè nel lento e lungo farsi dell'uomo attraverso specie diverse e successive, Leroi-Gourhan vede la mano, splendido strumento comune ai primati e all'uomo, in stretto rapporto con la faccia in molte operazioni per l'acquisizione e il consumo del cibo e in molti comportamenti relazionali: nell'uomo la mano diventa dominante liberandosi dalla locomozione in cui invece si specializza il piede, per cui si dice anche spesso che all'origine c'è il piede, prima dell'azione e della parola, per cui il piede libera la mano che a sua volta si fa liberatrice del polo facciale, che così può specializzarsi nella percezione e nella comunicazione. La differenziazione fra il generico primate e il primo fabbricante di utensili non è da ricercare nell'apparato osteomuscolare della mano, sostanzialmente comune, né nelle sue possibilità tecniche, ma nello sviluppo del sistema neuromotore, per cui “la mano cessa di essere utensile per diventare motore”. In un successivo trasferimento del campo di relazione dalla faccia anche alla mano si inserisce il passaggio all'utensile. Se nei primati gesto e utensile sono un tutt'uno, perché è la mano che compie direttamente un'azione manipolatrice, con i primi antropiani il gesto motore si può separare dall'utensile, ed è il gesto che rende tecnicamente efficace l'utensile, senza cui l'utensile reperto di tempi passati può rimanere enigmatico nella sua funzione: “Negli Antropiani primitivi, la mano e la faccia in un certo senso divorziano, e le vediamo porsi in concorrenza per cercare un nuovo equilibrio, la prima per mezzo dell'utensile e la gesticolazione, l'altra della fonazione. Quando appare la figurazione grafica, si ristabilisce il parallelismo, la mano ha il suo linguaggio la cui espressione è in rapporto con la visione, la faccia ha il suo che è legato all'audizione, e tra i due domina quell'alone che conferisce un carattere particolare al pensiero precedente la scrittura propriamente detta: il gesto interpreta la parola, questa commenta il grafismo”.
Per Leroi-Gourhan, la paleontologia umana ‘incomincia’ dal piede specializzato nella stazione e nella locomozione bipede eretta, che libera il polo manuale che a sua volta libera il polo facciale, per cui ambedue a poco a poco si specializzano, la mano soprattutto nelle tecniche di fabbricazione e la faccia soprattutto nel linguaggio: il tutto mediante un processo di esteriorizzazione di capacità tecniche e di espressione-comunicazione, sia preumane e sia poi a mano a mano acquisite dall'uomo già capace di tecnica e di linguaggio umani. Ma se l'uomo è una novità, una sorta di culmine o punto di arrivo della vicenda della vita sulla terra, non è una rottura e tanto meno improvvisa e portentosa, sebbene la nuova condizione, lentamente acquisita, a un certo punto diventi ciò che spesso si dice ‘decollo culturale’. Con questa metafora aeronautica si indicano modi e ritmi nuovi del comportamento, culturale appunto, in cui l'uomo resta interamente biologico ma si fa, per necessità biologica, interamente culturale, elaborando collettivamente una memoria complessa artificiale esterna alla sua psicofisicità che deve essere continuamente elaborata, adattata e trasmessa per apprendimento possibilmente nei tempi brevi di una vita individuale, e non più solo nei tempi molto più lunghi della selezione naturale. L'evoluzione biologica per selezione naturale tuttavia continua, per esempio attraverso l'ampliamento e la progressiva complessità del cervello, visibile soprattutto nell'apertura del ventaglio corticale, che si accompagna in sinergia al mutare progressivo della memoria culturale (Jan Assmann 1992), testimoniata dal mutare progressivo delle tecniche, dal ciottolo scheggiato alle industrie litiche più complesse della preistoria, anche oltre ciò che si dice età della pietra. Come suggerisce Leroi-Gourhan (1965, I), il cervello umano qual è nella nostra specie, culmine provvisorio del processo di ominazione, è più utile pensarlo ‘vuoto’ alla nascita di un individuo, ma naturalmente bisognoso e pronto a ‘riempirsi’ di abilità e capacità apprese in quanto proprie della cultura in cui ‘viene al mondo’. L'evoluzione tecnica, a un certo punto del processo di ominazione che si dice decollo culturale, non dipende più principalmente dall'evoluzione biologica che pur continua molto più lenta, bensì dall'apprendimento e dalla memorizzazione culturale, esterna al singolo che pure vi è immerso.
L'ominazione nel suo complesso, e le varie forme della condizione umana (le varie specie, dall'australantropo all'homo sapiens) sono dunque un processo e una condizione di esteriorizzazione della memoria che ha modi e ritmi più o meno indipendenti dalla memoria e dalla memorizzazione biologica, dalla memoria della specie, dal genoma, e anche modi e ritmi diversi da quelli della memoria individuale che si forma nell'esperienza personale fissandosi nel corpo del singolo, soprattutto nel suo sistema nervoso e muscolare complessivo, biologicamente reso sempre più malleabile e disponibile e capace di apprendimento per una plasticità neuronale tipicamente umana. Con la memoria della specie e con la memoria individuale l'uomo ha formato e forma continuamente la sua memoria culturale, anzi le sue varie memorie culturali, che si formano nel fare come nel dire e nel sentire e si trasmettono per apprendimento implicito ed esplicito nel fare, nel dire e nel sentire, cioè mediante il gesto tecnico, il linguaggio e la valorizzazione della vita in sinergia inscindibile e non gerarchica.